# Albagiara
Albagiara (sardisk: Ollàsta) er en by og en kommune (comune) i provinsen Oristano i regionen Sardinien i Italien. Byen ligger i 215 meters højde og har 263 indbyggere (2016). Kommunen har et areal på 8,87 km² og grænser til kommunerne Ales, Assolo, Genoni, Gonnosnò, Mogorella, Usellus og Villa Sant'Antonio.